# Leave Me Alone (Ruby Red Dress)
«Leave Me Alone (Ruby Red Dress)» es una canción escrita y compuesta por Linda Laurie, e interpretada por la cantante australiana Helen Reddy. Fue publicada el 23 de julio de 1973 como la canción de apertura de su cuarto álbum de estudio, Long Hard Climb.

## Recepción de la crítica
Un escritor no especificado de la revista Billboard indicó que “los finos arreglos de metales funcionan bien con la poderosa voz del artista y su pegadizo y repetitivo coro”.

## Lista de canciones
- US 7" single – Capitol 3768[3]

1. «Leave Me Alone (Ruby Red Dress)» – 3:26
2. «The Old Fashioned Way» – 2:56

- Australian 7"single – Capitol CP-10342[4]

1. «Leave Me Alone (Ruby Red Dress)» – 3:26
2. «Don't You Mess With a Woman» – 3:04

## Posicionamiento

### Gráfica semanal
| Gráfica (1973–74)                         | Pico de posición |
| ----------------------------------------- | ---------------- |
| Australia (Kent Music Report)             | 1                |
| Canadá (RPM Top Singles)                  | 5                |
| Canadá (RPM Pop Music Playlist)           | 1                |
| Estados Unidos (Billboard Hot 100)        | 3                |
| Estados Unidos (Billboard Easy Listening) | 1                |
| Estados Unidos (Cash Box Top 100 Singles) | 1                |

### Gráfica de fin de año
| Gráfica (1973)                | Pico de posición |
| ----------------------------- | ---------------- |
| Australia (Kent Music Report) | 31               |
| Canadá (RPM Top Singles)      | 136              |

| Gráfica (1974)                            | Pico de posición |
| ----------------------------------------- | ---------------- |
| Australia (Kent Music Report)             | 8                |
| Estados Unidos (Billboard Hot 100)        | 71               |
| Estados Unidos (Billboard Easy Listening) | 4                |
| Estados Unidos (Cash Box Top 100 Singles) | 38               |

## Certificaciones y ventas
| País                  | Certificación | Ventas  |
| --------------------- | ------------- | ------- |
| Estados Unidos (RIAA) | Oro           | 500 000 |